# Штребери (ТВ серија)
Штребери (енгл. The Big Bang Theory) америчка је телевизијска комедија ситуације твораца Чака Лорија и Била Прејдија, који су такође радили као извршни продуценти, заједно са Стивеном Моларом. Сва тројица радила су као главни писци. Премијера серије била је 24. септембра 2007. на CBS-у и завршила се 16. маја 2019. године, приказавши укупно 279 епизода током дванаест сезона.
Серија се првобитно фокусирала на пет ликова у Пасадени: Леонарда Хофстатера (Џони Галеки) и Шелдона Купера (Џим Парсонс), физичаре на Калифорнијском технолошком институту који деле стан; Пени (Кејли Квоко), конобарицу и амбициозну глумицу која живи преко пута; и Леонардове и Шелдонове сличне гикове и социјално чудне пријатеље и сараднике, ваздухопловног инжењера Хауарда Воловица (Сајмон Хелберг) и астрофизичара Раџа Кутрапалија (Кунал Најар). Временом су споредни ликови унапређени у главне улоге, укључујући неуронаучницу Ејми Фару Фауел (Мајим Бјалик), микробиологичарку Бернадет Ростенкауски (Мелиса Рауш) и власника продавнице стрипова Стјуарта Блума (Кевин Сасман).
Серија је снимана уживо пред публиком и продукцију раде Warner Bros. Television и Chuck Lorre Productions. Серија Штребери добила је помешан пријем критичара током своје прве сезоне, али је пријем постао повољнији током друге и треће сезоне. Упркос ранијем помешаном пријему, седам сезона серије сврстало се у првих десет финалних телевизијских сезона, да би на крају достигла прво место током своје једанаесте сезоне. Серија је номинована за награду Еми за најбољу хумористичку серију између 2011. и 2014. и освојила је награду Еми за најбољег главног глумца у хумористичкој серији четири пута за Џима Парсонса. Укупно, освојила је седам награда Еми од 46 номинација. Парсонс је такође 2011. године освојио Златни глобус за најбољег глумца у телевизијској хумористичкој серији. Године 2017, покренута је серија која представља преднаставак, Млади Шелдон, заснована на Парсонсовог лика, Шелдона Купера; која се такође приказује на CBS-у.

## Продукција
Пилот епизода емисије премијерно је приказана 24. септембра 2007. године. Ово је други пилот продукција за емисију. За телевизијску сезону 2006—07 продуциран је другачији пилот, али никада није приказан. Структура оригиналног неаирисаног пилота битно се разликовала од тренутне форме серије. Једини главни ликови задржани код оба пилота били су Леонард (Џони Галеки) и Шелдон (Џим Парсонс), који су добили име по Шелдону Леонарду, дугогодишњој личности епизодне телевизије као продуценту, редитељу и глумцу. Мањи лик, Алтеа (Верни Вотсон), појавио се у првој сцени оба пилота која је задржана углавном таква каква јесте. Први пилот укључивао је два главна женска лика - Кејти, „улично-очврслу, жилаву као нокте, рањиву унутрашњост” (глуми је канадска глумица Аманда Волш) и Гилду, научна колегиница и пријатељица мушких ликова (глуми Ајрис Бар). Шелдон и Леонард упознају Кејти након што је раскинула с дечком и позивају је да дели њихов стан. Гилди прети Кејтино присуство. Публика на тесту је негативно реаговала на Кејти, али свидели су јој се Шелдон и Леонард. Оригинални пилот је користио хит „She Blinded Me with Science” Томаса Долбија као тематску песму.
Иако оригинални пилот није преузет, његовим творцима је дана прилика да га преуреде и продуцирају други пилот. Довели су преосталу глумачку екипу и реновирали емисију до коначног формата. Кејти је заменила Пени (Кејли Квоко). Оригинални неименовани пилот никада није званично издат, али је кружио интернетом. Током еволуције емисије, Чак Лори је рекао, „Ми смо направили пилот пре отприлике две и по године и био је срање ... али постојале су две изванредне ствари које су савршено функционисале, а то су били Џони и Џим. Ствар смо у потпуности преписали, а затим смо били благословени са Кејли, Сајмоном и Куналом.” Што се тиче тога да ли ће свет икада видети оригинални пилот на будућем DVD издању, Лори је рекао, „Опа, то би било нешто. Видећемо. Покажите своје неуспехе...”
Први и други пилот серије Штребери режирао је Џејмс Бароуз, који није наставио са емисијом. Прерађени други пилот довео је 14. маја 2007. године до наруџбе од 13 епизода од стране CBS-а. Пре приказивања на CBS-у, пилот епизода је бесплатно дистрибуирана на iTunes-у. Премијера емисије била је 24. септембра 2007, а 19. октобра 2007. године је изабрана пуна сезона од 22 епизоде. Емисија се снима уживо пред публиком, а продуцирају је Warner Bros. Television и Chuck Lorre Productions. Продукција је заустављена 6. новембра 2007, због штрајка Удружења писаца Америке. Скоро три месеца касније, 4. фебруара 2008. године, серију је привремено заменила краткотрајна комедија ситуације, Добродошли у Капетан. Серија се вратила 17. марта 2008, у ранијем временском термину, и на крају је продуцирано само 17 епизода за прву сезону.
По завршетку штрајка, емисија је преузета за другу сезону, приказана је у сезони 2008–2009, премијерно је приказана у истом термину 22. септембра 2008. Са све већим рејтингом, емисија је 2009. године добила двогодишњу обнову током 2010—11. сезоне. Године 2011, емисија је трајала још три сезоне. У марту 2014. године, емисија је поново обнављана још три године кроз 2016—17. сезону. Ово је други пут да је серија добила трогодишњу обнову. У марту 2017. године, серија је обновљена за две додатне сезоне, чиме је укупан број достигао 12, и која је трајала кроз телевизијску сезону 2018—19.
Неколико глумаца у серији Штребери претходно је заједно радило на комедији ситуације Розана, укључујући Џонија Галекија, Сару Гилберт, Лори Меткалф (која глуми Шелдонову мајку, Мари Купер) и Миген Феј (која глуми Бернадетину мајку). Поред тога, Лори је био писац неколико сезона серије.
Серија је била веома гледана као и забрањена у Кини.

### Научни консултанти
Дејвид Салцберг, професор физике и астрономије на Калифорнијском универзитету у Лос Анђелесу, проверавао је сценарије и пружао дијалог, математичке једначине и дијаграме који се користе као реквизити. Према извршном продуценту/котворцу Билу Прејдију, „Радимо на томе да Шелдону дамо стварни проблем на којем ће радити током [прве] сезоне, тако да постоји стварни напредак на таблама ... Напорно смо радили да бисмо добили све науке у праву.” Дејвид Салцберг, који је докторирао из физике, шест сезона служио је као научни саветник за емисију и присуствује сваком снимању. Видео је ране верзије сценарија којима су биле потребне научне информације, а истакао је и где су писци, упркос познавању науке, погрешили. Обично му није био потребан током снимања, осим ако је укључено пуно науке, а посебно беле табле.
Салцбергу је понекад била потребна помоћ из биологије од Мајим Бјалик, која је докторирала у области неуронауке.

### Музичка тема
Канадска алтернативни рок група Barenaked Ladies написала је и снимила музичку тему емисије која описује историју и формирање свемира и Земље. Лори и Прејди су од главног певача Еда Робертсона затражили да напише музичку тему за емисију након што су продуценти присуствовали једном од концерата групе у Лос Анђелесу. Случајно је Робертсон недавно прочитао књигу Велики прасак Сајмона Сингха, а на концерту је импровизовао слободни реп о пореклу свемира. Лори и Прејди су га назвали убрзо након тога и замолили га да напише музичку тему. Кад су од њега затражили да пише песме за друге филмове и емисије, али је на крају одбијен јер су продуценти фаворизовали песме других уметника, Робертсон је пристао да напише тему тек након што је сазнао да Лори и Прејди нису питали никога другог.
Дана 9. октобра 2007. године, издата је комерцијална верзија песме у пуној дужини (1 минут и 45 секунди). Иако неке незваничне странице наслов песме идентификују као „History of Everything”, насловница сингла наслов идентификује као „Big Bang Theory Theme”. Музички видео такође је издат путем посебних карактеристика на DVD и Blu-ray сету The Complete Fourth Season. Тема је уврштена на албум најбољих хитова групе, Hits from Yesterday & the Day Before, издат 27. септембра 2011. године. У септембру 2015. године, TMZ је открио судске документе који показују да је Стивен Пејџ тужио бившег колегу из бенда Робертсона због песме, тврдећи да је он обећао 20 одсто прихода, али да је Робертсон тај новац задржао за себе.

### Плате глумаца
Прве три сезоне, Галеки, Парсонс и Квоко, три главне улоге емисије, добијали су највише 60.000 америчких долара по епизоди. Плата њих троје попела се на 200.000 америчких долара по епизоди у четвртој сезони. Њихова плата по епизоди порасла је додатних 50.000 америчких долара у свакој од наредне три сезоне, што је кулминирало 350.000 америчких долара по епизоди у седмој сезони. У септембру 2013. године, Бјалик и Рауш преговарали су о уговорима које су имале откако су представљене у серији 2010. године. На својим старим уговорима свака је зарађивала 20.000—30.000 америчких долара по епизоди, док су нови уговори то удвостручили, почевши од 60.000 америчких долара по епизоди, повећавајући се до краја уговора стабилно на 100.000 америчких долара по епизоди, као и додавање још једне године за обе.
До седме сезоне, Галеки, Парсонс и Квоко такође су примали 0,25 процента заосталог новца серије. Пре него што је започела продукција осме сезоне, њих троје, плус Хелберг и Најар, покушали су да преговарају о новим уговорима, с Галекијем, Парсонсом и Квоком који су тражили око милион долара по епизоди, као и више заосталог новца. Уговори су потписани почетком августа 2014. године, дајући три главна глумца процењених милион долара по епизоди на три године, са могућношћу продужења на четврту годину. Договори такође укључују веће делове емисије, потписивање бонуса, продукцијске уговоре и напредовања према позадини. Хелберг и Најар такође су могли да преговарају о својим уговорима, дајући им плату по епизоди у „распону од шест цифара”, у односу на око 100.000 америчких долара по епизоди коју су сваки од њих добивали годинама раније. Двојац, који је тражио паритет плата са Парсонсом, Галекијем и Квоковом, потписао је своје уговоре након што су студио и продуценти запретили да ће исписати ликове из серије ако се не може постићи договор пре почетка продукције осме сезоне. До 10. сезоне, Хелберг и Најар постигли су паритет од милион долара по епизоди са Галекијем, Парсонсом и Квоковом, због клаузуле у њиховим уговорима потписаним 2014. године.
У марту 2017. године, главни глумци (Галеки, Парсонс, Квоко, Хелберг и Најар) предузели су смањење од 10 посто како би Бјалаковој и Раушевој омогућили повећање зараде. Због тога су Галеки, Парсонс, Квоко, Хелберг и Најар коштали 900.000 америчких долара по епизоди, а Парсонс, Галеки и Хелберг такође су добијали свеукупне понуде са Warner Bros. Television-ом. До краја априла, Бјалик и Рауш потписали су уговоре да зараде по 500.000 америчких долара по епизоди, при чему су договори такође укључивали засебну развојну компоненту за обе глумице. Договор је повећан са 175.000 до 200.000 америчких долара које је двојац зарађивао по епизоди.

## Улоге и ликови
- Главне улоге
- Џони Галеки као 
др Леонард Хофстатер
- Џим Парсонс као 
др Шелдон Купер
- Кејли Квоко као 
Пени
- Сајмон Хелберг као 
Хауард Воловиц
- Кунал Најар као 
др Раџ Кутрапали
- Мајим Бјалик као 
др Ејми Фара Фаулер
- Мелиса Рауш као 
др Бернадет Ростенкауски Воловиц
- Кевин Сасман као 
Стјуарт Блум

Ови глумци су заслужни за све епизоде серије:
- Џони Галеки као Леонард Хофстатер:[43] Експериментални физичар са количником интелигенције од 173, који је докторирао када је имао 24 године. Леонард је штребер који воли видео-игре, стрипове и Dungeons & Dragons. Леонард је стрејт човек серије у којој дели стан у Пасадени са Шелдоном Купером. Леонард је очаран новом комшиницом Пени када се први пут сретну и на крају се венчају.
- Џим Парсонс као Шелдон Купер:[44] Пореклом из Галвестона, Шелдон је био чудо од детета са фотографским памћењем, који је започео факултет са једанаест година, а докторат је завршио са шеснаест. Он је теоретски физичар који истражује квантну механику и теорију струна, и упркос његовом количнику интелигенције од 187, многе рутинске аспекте социјалних ситуација тешко може да се схвати. Одлучан је да има свој начин, непрестано се хвали својом интелигенцијом и има изузетно ритуализован начин живота. Упркос овим хировима, започиње везу са Ејми Фаром Фаулер и на крају се венчају.
- Кејли Квоко као Пени:[45] Надобудна глумица из Омахе. Пени се усељава преко пута ходника од Шелдона и Леонарда. Чека столове и повремено чува бар у The Cheesecake Factory-ју. Након што је напустила наду да ће постати успешна глумица, Пени постаје представница продаје лекова. Пени се спријатељи са Бернадет и Ејми, а често се друже у међусобним становима. Пени и Леонард стварају везу и на крају се венчавају.
- Сајмон Хелберг као Хауард Воловиц:[46] Ваздухопловни инжењер који је магистрирао на Масачусетском технолошком институту. Хауард је Јеврејин и живео је са мајком Деби (Карол Ен Сузи). За разлику од Шелдона, Леонарда, Раџа, Бернадет и Ејми, Хауард нема докторат. Одлази у свемир, обучава се за астронаута и ради као специјалиста за носивости. Хауард се у почетку замишља као женскарош, али касније почиње да се забавља са Бернадет и они се вере и венчају. Хауард такође има тенденцију да троши новац на играчке и расправља се са Бернадет због његовог необично ниског прихода као инжењера и високог прихода као фармацеутског биохемичара.
- Кунал Најар као Раџеш Кутрапали:[47] Астрофизичар честица пореклом из Њу Делхија. У почетку је Раџ имао селективни мутизам, због чега није могао да разговара са женама или да буде у њиховој близини, осим ако није под дејством алкохола. Раџ такође има врло женствени укус и често преузима стереотипну женску улогу у свом пријатељству са Хауардом, као и у групи од четири мушкарца. Раџ касније излази са Луси (Кејт Мицучи), која такође пати од социјалне анксиозности, али се на крају разилазе. Касније разговара са Пени без алкохола, превазилазећи свој селективни мутизам. Почиње излазити с Емили Свини и њихова веза касније постаје ексклузивна. Раџ такође има јоркширског теријера по имену Цимет.

Ови глумци су прво заслужени гостујућим улогама, а касније су унапређени у главну глумачку екипу:
- Сара Гилберт као Лесли Винкл (споредна у 1. сезони, глуми у 2. сезони, гостујућа у 3, 9. сезони):[48][49][50] Физичарка који ради у истој лабораторији као и Леонард. По изгледу је у суштини Леонардова женска колегиница и има супротстављене научне теорије са Шелдоном. Лесли има необавезан секс са Леонардом и касније Хауардом. Гилберт је унапређена у главну улогу током друге сезоне, али је вратила статус гостујуће улоге јер продуценти нису могли да пронађу довољно материјала за лик.[48] Гилберт се вратила у серију Штребери за 200. епизоду.[51]
- Мелиса Рауш као Бернадет Ростенкауски-Воловиц (споредна у 3. сезони, глуми у 4—12. сезони):[52] Млада жена која је у почетку сарађивала у The Cheesecake Factory-ју са Пени да би се платила кроз постдипломске студије, где студира микробиологију. Бернадет је Хауарда упознала Пени; у почетку се не слажу, очигледно немају ништа заједничко. Они излазе и касније се вере и венчају. Иако је генерално драга и добродушна особа, Бернадет има кратак фитиљ и може бити осветољубива и искалити се кад је испровоцирана.
- Мајим Бјалик као Ејми Фара Фаулер: (гостујућа у 3. сезони, глуми у 4—12. сезони):[53] Жена коју је веб-сајт за проналажење партнера изабрала за Шелдоновог савршеног пара.[54] Ејми је из Глендејла. Иако она и Шелдон у почетку деле друштвену бесмисленост, након спријатељења с Пени и Бернадет на крају је више занимају социјалне и романтичне интеракције. Њена веза са Шелдоном полако напредује до те мере да је Шелдон сматра својом девојком и на крају се венчавају. Ејми верује да су она и Пени најбоље пријатељице, осећај који Пени у почетку не дели. Ејми је докторирала неуробиологију.
- Кевин Сасман као Стјуарт Блум (споредна у 2—5, 7. сезони, игра у 6, 8—12. сезони):[55] Благог манира, недовољно самопоуздан власник продавнице стрипова. Стручни уметник, Стјуарт је дипломац престижне школе дизајна у Роуд Ајланду. Иако је социјално незгодан, поседује нешто боље социјалне вештине. Стјуарт наговештава да је у финансијским проблемима и да је и стрип-кућа сада његов дом. Касније је позван да се придружи групи момака док је Хауард у свемиру. Стјуарт касније добија нови посао да чува Хауардову мајку. Након смрти госпође Воловиц, Стјуарт наставља да живи у њеном дому, заједно са Хауардом и Бернадет, све док не пронађе своје место.
- Лора Спенсер као Емили Свини (споредна у 7—8. сезони, глуми у 9. сезони):[56] Дерматолог у болници Хантингтон. Емили је отишла на Хауард и одушевила се језивим, а она наводи да јој се свиђа њен посао јер ствари може да реже ножевима. Пре него што је упознала Раџа, Емили је била уговорена на састанак на слепо са Хауардом. Након што је пронашао Емилиин профил за проналазак на мрежи, Раџ уместо ње контактира Ејми као свог крила. Њихова веза постаје ексклузивна, али Раџ касније прекида с Емили када се заљуби у Клер (Алесандра Торесани), барменку и дечју ауторку.

### Камео улоге научника
Како се тема емисије врти око науке, многи угледни и истакнути научници појавили су се као гостујуће улоге у емисији. Познати астрофизичар и нобеловац Џорџ Смут имао је камео улогу у другој сезони. Теоретски физичар Брајан Грин појавио се у четвртој сезони, као и астрофизичар, популаризатор науке и специјалиста за физику Нил Деграс Тајсон, који се такође појавио у дванаестој сезони.
Космолог Стивен Хокинг кратко је гостовао у епизоди пете сезоне; у осмој сезони, Хокинг има видео-конференцију са Шелдоном и Леонардом, и поново се појављује у 200. епизоди. У петој и шестој сезони, НАСА-ин астронаут Мајкл Масимино играо је више пута улогу Хауардовог колеге астронаута. Бил Нај се појавио у седмој и дванаестој сезони.

## Епизоде
| Сезона | Сезона | Епизоде | Епизоде | Оригинално емитовање | Оригинално емитовање | Гледаоци ранг | Амерички гледаоци (милиони) | 18–49 ранг | 18–49 рејтинг/шер |
| Сезона | Сезона | Епизоде | Епизоде | Премијера            | Финале               | Гледаоци ранг | Амерички гледаоци (милиони) | 18–49 ранг | 18–49 рејтинг/шер |
| ------ | ------ | ------- | ------- | -------------------- | -------------------- | ------------- | --------------------------- | ---------- | ----------------- |
|        | 1.     | 17      | 17      | 24. септембар 2007.  | 19. мај 2008.        | 68            | 8,31                        | 46         | 3,3/8             |
|        | 2.     | 23      | 23      | 22. септембар 2008.  | 11. мај 2009.        | 40            | 10,03                       | Н/Д        | Н/Д               |
|        | 3.     | 23      | 23      | 21. септембар 2009.  | 24. мај 2010.        | 12            | 14,22                       | 5          | 5,3/13            |
|        | 4.     | 24      | 24      | 23. септембар 2010.  | 19. мај 2011.        | 13            | 13,21                       | 7          | 4,4/13            |
|        | 5.     | 24      | 24      | 22. септембар 2011.  | 10. мај 2012.        | 8             | 15,82                       | 6          | 5,5/17            |
|        | 6.     | 24      | 24      | 27. септембар 2012.  | 16. мај 2013.        | 3             | 18,68                       | 2          | 6,2/19            |
|        | 7.     | 24      | 24      | 26. септембар 2013.  | 15. мај 2014.        | 2             | 19,96                       | 2          | 6,2/20            |
|        | 8.     | 24      | 24      | 22. септембар 2014.  | 7. мај 2015.         | 2             | 19,05                       | 4          | 5,6/17            |
|        | 9.     | 24      | 24      | 21. септембар 2015.  | 12. мај 2016.        | 2             | 20,36                       | 3          | 5,8/19            |
|        | 10.    | 24      | 24      | 19. септембар 2016.  | 11. мај 2017.        | 2             | 18,99                       | 3          | 4,9/19            |
|        | 11.    | 24      | 24      | 25. септембар 2017.  | 10. мај 2018.        | 1             | 18,63                       | 5          | 4,4               |
|        | 12.    | 24      | 24      | 24. септембар 2018.  | 16. мај 2019.        | 2             | 17,31                       | 6          | 3,6               |

## Спин-оф
У новембру 2016. године, објављено је да је CBS преговарао о стварању спин-офа серије Штребери усредсређеног на Шелдона као младог дечака. Преднаставна серија, која је описана као „породична комедија као серија Малколм у средини снимљена једном камером”, чији би извршни продуценти били Лори и Моларо, а Прејди би требало да учествује у неком својству, а чија је намера приказивања у сезони 2017—18. упоредо са серијом Штребери. Првобитна идеја за серију потекла је од Парсонса, који ју је пренео продуцентима серије Штребери. Почетком марта 2017. године, Ијан Армитиџ је изабран за млађег Шелдона, као и Зои Пери за његову мајку Мари Купер. Пери је стварна ћерка Лори Меткалф, која тумачи Мари Купер у серији Штребери.
Дана 13. марта 2017. године, CBS је наручио спин-оф серију Млади Шелдон. Џон Фавро је режирао и био извршни продуцент пилота. Серију су створили Лори и Моларо, серија прати деветогодишњег Шелдона Купера док похађа средњу школу у источном Тексасу. Поред Армитиџа као деветогодишњег Шелдона Купер и Пери као Мари Купер, Ланс Барбер глуми Џорџа Купера, Шелдоновог отаца; Реган Реворд глуми Миси Купер, Шелдонову сестру близнакињу; и Монтана Џордан глуми Џорџа Купера Млађег, Шелдонов старијег брата. Џим Парсонс понавља улогу одраслог Шелдона Купера, као наратора серије. Парсонс, Лори, Моларо и Тод Спивак такође ће служити као извршни продуценти серије, за Chuck Lorre Productions, Inc., у сарадњи са Warner Bros. Television-ом. Пилот епизода емисије премијерно је приказана 25. септембра 2017. године. Наредне недељне епизоде су почеле да се приказују 2. новембра 2017. године након приказивања 237. епизоде серије Штребери.
Армитиџ се појавио у 265. епизоди, путем видео-траке коју је снимио млађи Шелдон, а коју гледа лик одраслог Шелдона.